# María Teresa Sada de Cantú
María Teresa Sada Cantú (Cadereyta Jiménez, Nuevo León; 31 de enero de 1930-Nuevo León, 7 de diciembre de 2024) fue una cocinera y conductora de televisión mexicana. Precursora de los programas televisivos de cocina en México, estuvo 40 años dirigiendo el programa Cocina con Teresita. Escribió y editó decenas de libros de cocina, donde fomentó, a través de sus platillos, la tradición y el sabor de Nuevo León.

## Biografía
Originaria del municipio de Cadereyta, estado de Nuevo León, María Teresa Sada quedó huérfana a los 10 años junto a sus hermanos más pequeños, por lo que tuvo que hacerse cargo de las labores de cocina.
Estudió Tecnicatura en Nutrición en el Centro del Seguro Social #1 en Monterrey, y entre 1963 y 1968, dio clases de cocina en el Centro del Seguro Social #5.[cita requerida]
Por sus conocimientos culinarios, fue seleccionada para tener su propio programa de televisión llamado Cocina con Teresita, donde permaneció por 40 años. Su trayectoria como voluntaria en Cáritas le mereció el reconocimiento de ciudadana ejemplar.

## Obra
Editó diez libros de cocina y se distinguió por participar en obras sociales y de apoyo en la comunidad. En el 2013, fue reconocida como Voluntaria del año por la asociación Cáritas por su entrega al servicio de los más necesitados. Se destacó además por apoyar diversas causas e instituciones, como el Asilo de Ancianos de Cadereyta y el Comedor de Cáritas de San Juan Bautista.
Participó en diferentes programas ofreciendo sus recetas culinarias de postres, como en su aparición con Rómulo Lozano y Raúl Salcedo "Cascarita", llevando un postre con nuez en el programa Vivalavi y otros tantos.